# Cold War Conflicts
Cold War Conflicts (vollständiger Titel: Cold War Conflicts: Days in the Field 1950-1973) ist ein Echtzeit-Strategiespiel für Windows, das in der Ära des Kalten Krieges spielt. Es wurde von Red Ice Software unter Nutzung der Game Engine von Fireglow Games entwickelt und in Deutschland von Most Wanted Games im Jahr 2003 veröffentlicht.

## Handlung
Die israelische Kampagne spielt vor dem Hintergrund der Suezkrise. Im ägyptischen Feldzug werden die Ereignisse des Jom-Kippur-Kriegs nachgespielt. Der Korea-Krieg wird sowohl auf Seiten der Streitkräfte der Vereinigten Staaten als auch von koreanischer Seite beleuchtet.

## Spielprinzip
Auf genretypischen Basisbau, Einheitenproduktion oder Rohstoffsuche wird verzichtet. Jede Mission wird mit einer vordefinierten Anzahl von Kriegsmaterial absolviert. Ziel ist es, die eigenen Verluste klein zu halten, um gegen zahlenmäßig übermächtige Feinde zu gewinnen.

## Entwicklung
Ein Teil der Entwickler hatte zuvor an Sudden Strike gearbeitet, dessen Spiel-Engine wiederverwendet wurde.

## Rezeption
Für Andreas Bertitis von PC Action erreiche es nicht die Klasse des Vorgängers. Die Präsentation sei zum Veröffentlichungszeitpunkt bereits stark veraltet. Cold War Conflicts unterscheide sich lediglich durch das Szenario. David Bergmann von PC Games überzeugte auch die Steuerung nicht, die in Blitzkrieg deutlich besser gelöst sei. Die Missionen hingegen seien abwechslungsreich gestaltet und fordernd. Marcel Kleffmann von 4Players pflichtete dem bei und unterstrich auch die schwache Geräuschkulisse. Lediglich fünf Karten im Mehrspielermodus hingegen sei deutlich zu wenig.